# Stichelia
Stichelia is een geslacht van vlinders uit de familie van de prachtvlinders (Riodinidae), onderfamilie Riodininae.
Stichelia werd in 1949 voor het eerst wetenschappelijk beschreven door Zikán.

## Soorten
Stichelia omvat de volgende soorten:
- Stichelia bocchoris (Hewitson, 1876)
- Stichelia cuneifascia (Zikán, J, 1946)
- Stichelia dukinfieldia (Schaus, 1902)
- Stichelia pelotensis Biezanko, Mielke & Wedderhoff, 1978